# Jan I van Waasten

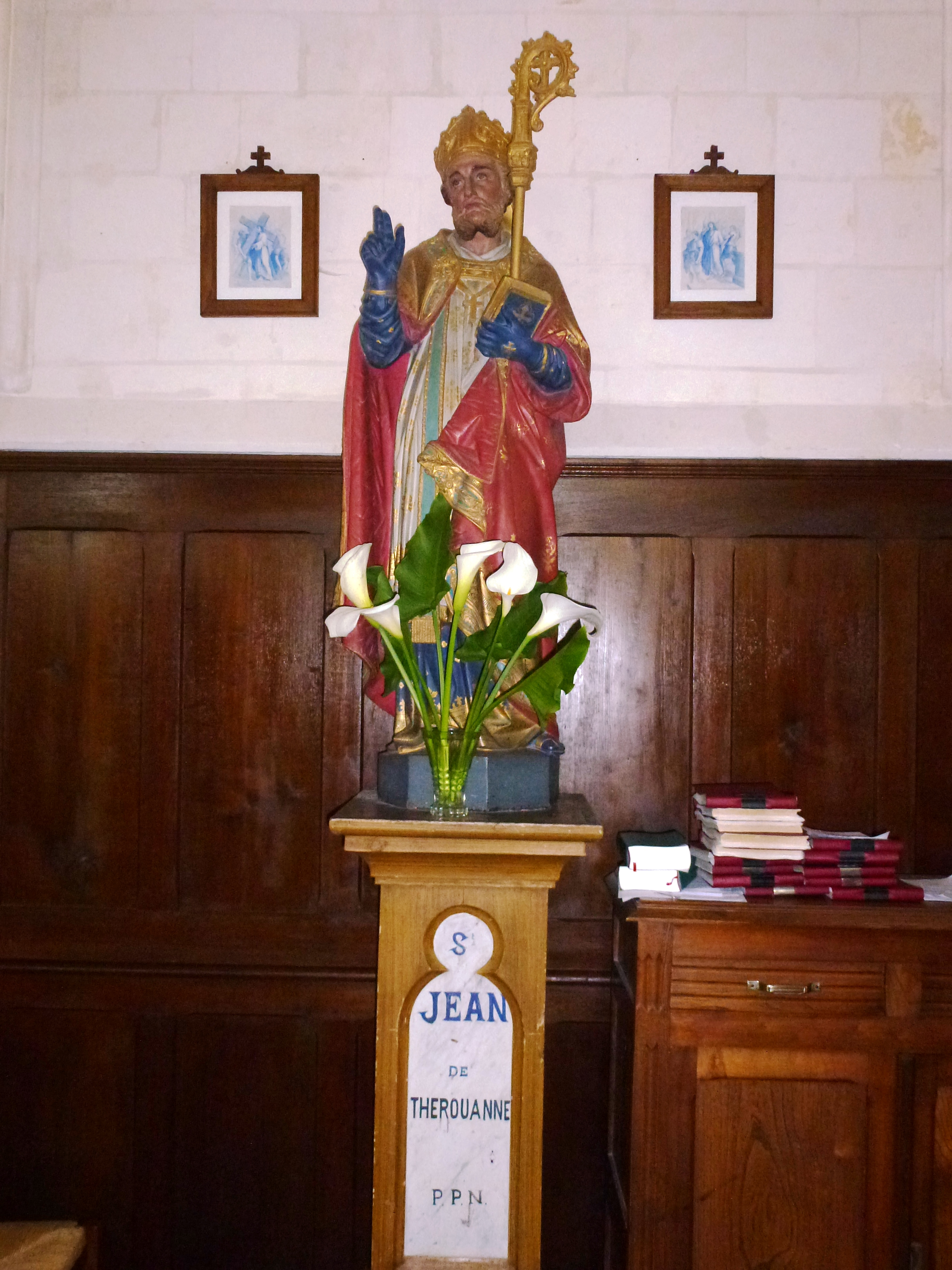
Standbeeld van Johannes van Waasten, bisschop van Terwaan, in de kerk Saint-Martin van Thérouane

Jan of Johannes van Waasten (ook bekend als Johannes van Thérouanne) (Waasten, rond 1042 – Terwaan (Thérouanne), Frankrijk, 27 januari 1130) was een Vlaamse priester, kanunnik en heilige die bekend stond om zijn nederigheid, toewijding en wonderen. Hij wordt als zalige herdacht in de Rooms-Katholieke Kerk op 27 januari.

## Historie
Johannes werd geboren in Waasten in het graafschap Vlaanderen. Hij kwam uit een eenvoudige familie en toonde al op jonge leeftijd een bijzondere toewijding aan het geloof. Hij was een leerling van H. Ivo van Chartres. Na zijn studies werd hij tot priester gewijd en trad hij in dienst van het Bisdom Terwaan, waar hij in 1099 na een kerkelijke loopbaan (kanunnik in Rijsel, augustijnerkoorheer in Arras) bisschop van Terwaan werd.
Johannes stond bekend om zijn nederigheid, ingetogenheid en vurige gebedsleven. Hij koos ervoor om in eenvoud te leven en wees alle vormen van persoonlijke rijkdom en comfort af. Zijn dagen bracht hij door met het verzorgen van de armen en zieken, het verrichten van sacramenten en langdurig gebed.
Hij steunde de hervormingen van H. paus Gregorius VII en stichtte veel kloosters.

### Wonderen
Aan Johannes werden tijdens zijn leven verschillende wonderen toegeschreven. Volgens overleveringen genas hij zieken door gebed, en wist hij mensen in tijden van crisis en nood te helpen met zijn geestelijke leiding. Ook na zijn dood bleven er wonderen plaatsvinden bij zijn graf, wat bijdroeg aan zijn snelle verering als heilige.

### Dood en Verering
Johannes stierf op 27 januari 1130 en werd begraven in Thérouanne. Zijn graf werd al snel een bedevaartsoord waar mensen naartoe trokken om genezing en troost te zoeken. Zijn zaligheid werd erkend door de katholieke Kerk, en zijn feestdag werd vastgesteld op 27 januari.
Tijdens de Reformatie en de latere conflicten in Noord-Frankrijk raakten zijn relieken verloren, maar zijn naam en faam bleven voortleven, vooral in Vlaanderen en Noord-Frankrijk.

### Nalatenschap
Johannes van Waasten wordt beschouwd als een voorbeeld van nederigheid en toewijding aan de naastenliefde. Hij is de patroonheilige van Waasten en wordt aangeroepen door gelovigen die om genezing en hulp in moeilijke tijden bidden.
Zijn leven blijft een inspiratiebron voor priesters en leken die streven naar een eenvoudig, op God gericht leven.